# Голографічний дисплей
Голографічний дисплей — це тип дисплея, в якому для створення віртуального тривимірного зображення використовується дифракція світла. Голографічні екрани відрізняються від інших способів отримання 3D-зображень тим, що вони не потребують будь-яких спеціальних окулярів або зовнішнього обладнання для перегляду зображення.

## Хронологія
1947 - угорський вчений Денніс Габор вперше придумав концепцію голограми, намагаючись покращити роздільну здатність електронних мікроскопів. Він дав назву для голографії (від грец. Όλος — holos — повний + грец. γραφή — graphe — запис).
1953 - Чарлз Гард Таунс і Герберт Дж. Зайгер побудували перший аміачний мазер у Колумбійському університеті .
1960 - Теодор Майман створив і запустив у дію 16 травня 1960 року в Hughes Research Laboratory (Каліфорнія)  перший твердотільний (рубіновий) лазер. Розвиток лазерів став важливим внеском до голографії, оскільки лазерна технологія є основою деяких сучасних голографічних екранів.
1962 - Юрій Денисюк винайшов голограму на відбитому білому світлі, яка була першою голограмою, яку можна було побачити при світлі, випущеному звичайною лампою розжарювання.
1968 - Стівен Бентон винайшов голографію на проходженні білого світла. Цей тип голографії був унікальним, оскільки він міг відтворити увесь спектр кольорів, шляхом розділення семи кольорів, які утворюють біле світло.
1972 — Ллойд Крос створив першу традиційну голограму, використовуючи голографію на проходженні білого світла для відтворення рухомого тривимірного зображення.
1989 р. - група з МТІ, що займалася просторовою візуалізацією, вперше застосувала електроголографію, яка використовує магнітні хвилі та акустооптичні датчики для відтворення рухомих зображень на дисплеї.
2005 - Техаський університет розробив лазерний плазмовий дисплей, який вважається першим справжнім 3D-голографічним дисплеєм.
2010 рік - на споживчий ринок випущено порожнисті зрізані піраміди, які при розміщенні на плоскому екрані (або смартфоні) можуть емулювати тривимірне зображення за допомогою двовимірного заломлення світла.
2012 рік - перший голографічний дисплей реалізовано в інтерактивній навігаційній системі автомобіля. Технологія була продемонстрована на ексклюзивному розкішному автомобілі Lykan HyperSport.
2013 рік - дослідник з МТІ Майкл Бове прогнозує, що голографічні дисплеї масово з'являться на риноку протягом найближчих десяти років, додавши, що у нас вже є всі технології, необхідні для голографічних дисплеїв.

## Типи голографічних дисплеїв
Лазерні плазмові дисплеї, створені в 2005 році Техаським університетом, використовують низку потужних лазерів, які фокусують світло в потрібних положеннях, щоб утворити плазму з молекул кисню та азоту в повітрі. Цей тип голографічного дисплея здатний створювати зображення в повітрі без необхідності в будь-якому екрані або додатковому заломлювальному матеріалі. Лазерний плазмовий дисплей здатний відображати дуже яскраві та видимі предмети, але йому не вистачає роздільної здатності та якості зображення.

### Мікромагнітний поршневий дисплей
На поршневому дисплеї, винайденому бельгійською компанією IMEC у 2011 році, використовується структура на основі MEMS (мікроелектромеханічної системи). У цьому дисплеї тисячі мікроскопічних поршнів можуть рухатися вгору та вниз, відіграючи роль пікселів, які в свою чергу відбивають світло з потрібною довжиною хвилі для зображення. Ця технологія, що розвивається, наразі перебуває у фазі прототипу, оскільки IMEC все ще розробляє механізм, який буде більш ефективно рухати «пікселі». Основними обмеженнями цього типу дисплея є висока вартість, складність створення великих екранів та їх чутливість до механічних пошкоджень через значну кількість рухомих деталей (мікроскопічних поршнів).

### Голографічний телевізійний дисплей
Голографічний телевізійний дисплей створив дослідник з МТІ Майкл Бове у 2013 році. Доктор Бове використовував камеру Microsoft Kinect як відносно ефективний спосіб знімання предметів у тривимірному просторі. Потім зображення оброблялося відеокартою ПК та демонструвалося за допомогою серії лазерних діодів. Створене зображення є повністю тривимірним і його можна розглядати з усіх боків (кут огляду 360 градусів). Бове стверджує, що ця технологія отримає широке розповсюдження до 2023 року і вартість її буде такою ж, як звичайні телевізори.

### Сенсорні голограми[7][8]
Сенсорні голограми спочатку були японським винаходом, який став надалі розвиватися американською мікропроцесорною компанією Intel. Технологія сенсорної голограми — це варіант голографічних дисплеїв,  найближчий до зображуваних у науково-фантастичних фільмах, таких як « Зоряні війни» та, зокрема, у телевізійній франшизі Зоряний шлях. Цей дисплей унікальний тим, що він може виявити дотик користувача, відчуваючи рухи в повітрі. Потім пристрій забезпечує тактильний зворотний зв'язок з користувачем, надсилаючи у відповідь ультразвуковий удар повітря. Під час демонстрації цієї технології від Intel було показано дисплей, який представляє фортепіано, що реагує на дотики. Можливою реалізацією цієї технології будуть інтерактивні дисплеї в громадських місцях. Оскільки цей тип дисплея не вимагає від користувача фізичного дотику до екрану, він гарантує щоб бактерії та віруси не передадуться від людини до людини.

## Технології, що використовуються

### Лазер
Більшість сучасних голограм використовують лазер як джерело світла. У цьому виді голограми лазерний промінь падає на сцену, а після відбиття потрапляє на записувальний пристрій. Крім того, частина лазерного випромінювання повинна світити безпосередньо на певну область дисплею, щоб діяти як опорний промінь. Опорний промінь надає пристрою запису інформацію про світловий фон, кут зображення та профіль променя. Потім зображення обробляється для підвищення точності, після чого надсилається на дисплей.

### Електроголографія
Електроголографічні дисплеї — це цифрові дисплеї, які передають збережені дані зображення за допомогою електромагнітного резонатора. Потім ці сигнали зчитуються акустично-оптичним модулятором, перетворюються в розбірливе зображення і відображаються на лазерному моніторі RGB. Електроголографічні дисплеї мають перевагу перед традиційними дисплеями з точки зору точності зображення та діапазону кольорів.[джерело?]

### Повний паралакс / HPO / VPO
Повна параллаксна голографія — це процес передавання оптичної інформації у напрямку x так y. Отже, отримане зображення забезпечить однакову перспективу сцени для всіх глядачів незалежно від кута огляду.
Лише горизонтальний паралакс (англ. Horizontal Parallax Only - HPO) та лише вертикальний паралакс (англ. Vertical Parallax Only - VPO) відображають оптичну інформацію лише у двох напрямах. Цей спосіб відображення частково псує зображення під певними кутами огляду, але вимагає значно меншої обчислювальної потужності та обсягу передаваних даних. Оскільки очі людини розташовані горизонтально, HPO-дисплеї, як правило, є кращими, порівняно з VPO-дисплеями, а іноді навіть і дисплеїв з повним паралаксом через їх меншу потребу в обчислювальних потужностях.

### MEMS
Технологія MEMS полягає у використанні в голографічному дисплеї дуже маленьких рухомих деталей. Основним прикладом дисплея з підтримкою MEMS є описаний вище поршневий. Мікропоршні, що використовуються на дисплеї, можуть поводити себе як пікселі на моніторі комп'ютера, що забезпечує високу якість зображення.

## Голографічний дисплей
Компанія Mitsubishi розробляє голографічний «повітряний дисплей».